# ブレイディみかこ
ブレイディ みかこ（Brady Mikako、1965年6月7日 - ）はイギリス・ブライトン在住の保育士、ライター、コラムニスト、小説家。

## 概略

### 経歴
福岡県福岡市生まれ。貧困家庭出身。日本在住の頃からパンクミュージックに傾倒し、ジョン・ライドン（ジョニー・ロットン）に感化される。1984年福岡県立修猷館高等学校を卒業して上京＆渡英。ロンドンやダブリンを転々とし、無一文となって日本に戻ったが、1996年に再び渡英し、ブライトンに住み、ロンドンの日系企業で数年間勤務。その後フリーとなり、翻訳や著述を行う。英国在住は20年を超える。
2017年、『子どもたちの階級闘争』で第16回新潮ドキュメント賞受賞。2018年、同作で第2回大宅壮一メモリアル日本ノンフィクション大賞候補。2019年、『ぼくはイエローでホワイトで、ちょっとブルー』で第73回毎日出版文化賞特別賞受賞、第2回本屋大賞 ノンフィクション本大賞受賞、第7回ブクログ大賞（エッセイ・ノンフィクション部門）受賞、第2回八重洲本大賞、キノベス!2020 第1位、大宅壮一ノンフィクション賞候補。

### 「多様性」について
英国では、保育士の資格を取得し、失業者や、低所得者が無料で子どもを預けられる託児所で働く。また、成人向けの算数教室のアシスタントを経験する。そこで経済格差を実感するとともに、算数の二ケタの計算ができない大勢の大人に接して教育格差にも驚きを感じたという。彼女はもともと「Yahoo!ニュース個人」で政治時評や、社会時評を書いており、託児所が英国の緊縮財政で潰れるのを経験し、反緊縮の考えを強く持つようになったという。
著書『子どもたちの階級闘争』では、イギリスの緊縮財政がもたらした経済格差と多様性について、託児所に集う親子らの日常を通して描いた。
その後、自身の子育てをテーマにした『ぼくはイエローでホワイトで、ちょっとブルー』を新潮社のPR誌『波』に連載し、2019年に刊行した。彼女は「多様性」について、NHKの「おはよう日本」のインタビューに対し
「縦の階級の多様性も、多様性なんですよね。それは本当にそう思います。そこを忘れがちだけど、階級も多様性なんです。多様性はすごくいいことだと言うじゃないですか、一般的に。もちろん人種とか文化とか、多様性は素晴らしいことだと思うけれど、逆にみんな違ってみんないいというのは、縦の軸には当てはまらないというか、貧しくてお腹を空かしている子どもがいてもいいと、みんな違っていいんだからというのは残酷ですよね。そこは、複雑なところだけど、うまくバランスをとりながらやっていかなければいけないですね。（中略）
多様性は縦の軸も、横の軸も、多種多様な違いがあるところで生きていくと、クラゲがたくさんいる海を泳いでいるような感じで、ここに行けば、ここがぶつかるし、こんなことを言ったら、ここを怒らせるかもしれないみたいな。すごくトリッキーで大変なのですが、その中で生きていく上で人間は成長すると思うし、人間はうまくバランスを取りながらできると思うんですね。（中略）よく考えたら、多様性は何も、外国人と一緒にとかなんとかじゃなくて、もう私たちは多様性のなかで生きている。会社とかでも、いろんな考え方をする人がいるから多様性はあるはずなんですね。そのいろんな日常のシチュエーションの中でうまく立ち回っていく、うまくやっていく、いなしていくわけじゃないですか。そういうことと、そんなに違わないと思ったほうがいい。」と答えている。

## 著書
- 『花の命はノー・フューチャー』（碧天舎、2005/07/20）後に増補して（ちくま文庫、2017/06/10）
- 『アナキズム・イン・ザ・UK』（ele-king books（Pヴァイン）、2013/10/31）
- 『ザ・レフト──UK左翼セレブ列伝』（ele-king books（Pヴァイン）、2014/12/20）
- 『ヨーロッパ・コーリング──地べたからのポリティカル・レポート』（岩波書店、2016/06/23）
- 『THIS IS JAPAN──英国保育士が見た日本』（太田出版、2016/08/17）（新潮文庫、2019/12/23）
- 『子どもたちの階級闘争──ブロークン・ブリテンの無料託児所から』（みすず書房、2017/04/19）
- 『いまモリッシーを聴くということ』（ele-king books（Pヴァイン）、2017/04/28）
- 『労働者階級の反乱──地べたから見た英国EU離脱』（光文社新書、2017/10/17）
- 『ブレグジット狂騒曲──英国在住保育士が見た「EU離脱」』（弦書房、2018/06/07）
- 『女たちのテロル』（岩波書店、2019/05/30）
- 『ぼくはイエローでホワイトで、ちょっとブルー』（新潮社、2019/06/21）（新潮文庫、2021/06/24）
- 『ワイルドサイドをほっつき歩け──ハマータウンのおっさんたち』（筑摩書房、2020/06/03）（ちくま文庫、2023/08/07）
- 『ブロークン・ブリテンに聞け Listen to Broken Britain』（講談社、2020/10/28）
- 『女たちのポリティクス──台頭する世界の女性政治家たち』（幻冬舎、2021/05/26）
- 『他者の靴を履く──アナーキック・エンパシーのすすめ』（文藝春秋、2021/06/25）（文春文庫、2024/05/08）
- 『ぼくはイエローでホワイトで、ちょっとブルー2』（新潮社、2021/09/16）（新潮文庫、2024/06/26）
- 『ヨーロッパ・コーリング・リターンズ──社会・政治時評クロニクル 2014-2021』（岩波現代文庫、2021/11/12）
- 『両手にトカレフ』（ポプラ社、2022/06/07）（ポプラ文庫、2024/11/06）
- 『ジンセイハ、オンガクデアル──LIFE IS MUSIC』（ちくま文庫、2022/06/09）
- 『オンガクハ、セイジデアル──MUSIC IS POLITICS』（ちくま文庫、2022/09/08）
- 『リスペクト──Ｒ・Ｅ・Ｓ・Ｐ・Ｅ・Ｃ・Ｔ』（筑摩書房、2023/08/03）
- 『私労働小説 ザ・シット・ジョブ』（KADOKAWA、2023/10/26）
- 『ブロークン・ブリテンに聞け──社会・政治時評クロニクル2018-2023』（講談社文庫、2024/03/15）
- 『転がる珠玉のように』（中央公論新社、2024/06/19）
- 『地べたから考える 世界はそこだけじゃないから』（筑摩書房、2024/10/05）
- 『SISTER“FOOT”EMPATHY』（集英社、2025/06/26）

### 共著
- 『保育園を呼ぶ声が聞こえる』（國分功一郎、猪熊弘子共著、太田出版、2017/06/20）
- 『あいまいな日本のリベラル』（井上達夫、苅部直、仲正昌樹、北田暁大、木村忠正共著、中央公論新社、2018/01/25）
- 『そろそろ左派は〈経済〉を語ろう』（松尾匡、北田暁大共著、亜紀書房、2018/04/24)
- 『人口減少社会の未来学』（内田樹、池田清彦、井上智洋、小田嶋隆、姜尚中、隈研吾、高橋博之、平川克美、平田オリザ、藻谷浩介共著、文藝春秋、2018/04/30)
- 『平成遺産』（武田砂鉄、最果タヒ、みうらじゅん、栗原康、田房永子、川添愛、川島小鳥共著、淡交社、2019/02/19）
- 『街場の平成論』（内田樹、平田オリザ、白井聡、平川克美、小田嶋隆、仲野徹、釈徹宗、鷲田清一共著、晶文社、2019/03/29)
- 『夜更けのおつまみ』（東山彰良、吉川トリコ、西川美和、田中啓文、安東みきえ、寺地はるな、森まゆみ、甘糟りり子、市川紗椰、三浦しをん、岡元麻理恵、美村里江、柳本あかね、葉真中顕、蛭田亜紗子、オカヤイヅミ、和田竜、名久井直子、坂木司、広小路尚祈、芦原すなお、綾崎隼、水生大海、日向夏、蝉川夏哉、望月麻衣、前川ほまれ、友麻碧、倉数茂、久住昌之共著、ポプラ社、2020/03/05)
- 『コロナ後の世界を語る──現代の知性たちの視線』（養老孟司、ユヴァル・ノア・ハラリ、福岡伸一、イアン・ブレマー、磯野真穂、伊藤隆敏、大澤真幸、荻上チキ、角幡唯介、鎌田實、五味太郎、斎藤環、坂本龍一、ジャレド・ダイアモンド、東畑開人、中島岳志、藤原辰史、藻谷浩介、山本太郎、柚木麻子、横尾忠則共著、朝日新聞出版、2020/08/11）
- 『何とかならない時代の幸福論』（鴻上尚史共著、朝日新聞出版、2021/01/20）
- 『スープとあめだま』（中田いくみ共著、岩崎書店、2022/03/02）
- 『多様性の時代を生きるための哲学』（鹿島茂、東浩紀、千葉雅也、ドミニク・チェン、宇野重規、石井洋二郎共著、祥伝社、2022/09/01）
- 『忘れないでおくこと 随筆集 あなたの暮らしを教えてください2』（町田康、他共著、暮しの手帖社、2023/03/20）
- 『その世とこの世』（谷川俊太郎共著、岩波書店、2023/11/22）
- 『ロイヤルホストで夜まで語りたい』（青木さやか、朝井リョウ、他共著、朝日新聞出版、2025/01/20）
- 『哲学史入門IV: 正義論、功利主義からケアの倫理まで (4)』（古田徹也、児玉聡、他共著、NHK出版、2025/09/10）

### 序文
- 『ポバティー・サファリ──イギリス最下層の怒り』（ダレン・マクガーヴェイ著、集英社、2019/09/26)

### 解説
- 『エスタブリッシュメント──彼らはこうして富と権力を独占する』（オーウェン・ジョーンズ著、海と月社、2018/12/13)

## 連載（新聞）
- 『朝日新聞「欧州季評」』（朝日新聞社、2017年6月22日～）
- 『東京新聞夕刊コラム「紙つぶて」』（中日新聞東京本社、2018年7月～）
- 『西日本新聞「やおいかん英国日記」』（西日本新聞社、2019年3月7日～）

## 連載（雑誌）
- 『紙 ele-king「アナキズム・イン・ザ・UK 外伝」』（Pヴァイン、vol.10・2013/07/12発売号～）
- 『月刊みすず「子どもたちの階級闘争」』（みすず書房、2015年6月号～）
- 『図書「女たちのテロル」』（岩波書店、2017年4月号～）
- 『PR誌ちくま「ワイルドサイドをほっつき歩けーハマータウンのおっさんたち」』（筑摩書房、2017年11月号～）
- 『波「ぼくはイエローでホワイトで、ちょっとブルー」』（新潮社、2018年1月号～）
- 『福音と世界「地のいと低きところにホサナ」』（新教出版社、2018年1月号～）
- 『群像「ブロークン・ブリテンに聞け」』（講談社、2018年3月号～)
- 『小説幻冬「女たちのポリティクス」』（幻冬舎、2018年12月号～）
- 『婦人公論「転がる珠玉のように」』（中央公論新社、2021年4月13日号～）
- 『MORE「心を溶かす、水曜日」』（集英社、2022年7月号～）

## 連載（web）
- Yahoo!JAPANニュース内の本人ページ(2014/03/18～)
- web「ele-king」内の本人ページ(2012/09/～）

## DVD
- 『1945年の精神（The Spirit of '45））』ケン・ローチ監督　日本語版字幕監修・解説　カウンターポイント株式会社（2017/05/01)

## 記事
- 太田出版「atプラス」【対談】日本の保育はイギリスに学べ!?トニー・ブレアの幼児教育改革について　ブレイディみかこ×猪熊弘子　前篇 (2016/05/16)
- 太田出版「atプラス」【対談】日本の保育はイギリスに学べ!?トニー・ブレアの幼児教育改革について　ブレイディみかこ×猪熊弘子　後篇 (2016/05/20)
- 毎日新聞「武田砂鉄の気になるこの人」　英国から見る日本の「生きにくさ」ゲスト・ライター、ブレイディみかこさん（2017/05/27)
- 筑摩書房「webちくま」【対談】未来をふみたおせ！　ブレイディみかこ×栗原康（2017/09/29)
- 筑摩書房「webちくま」【対談】後編 未来をふみたおせ！　ブレイディみかこ×栗原康（2017/10/06)
- 新潮社「webでも考える人」【対談】不敵な薔薇を咲かせるために　國分功一郎×ブレイディみかこ（2017/12/07)